# 父、ノブナガ。
『父、ノブナガ。』（ちち、ノブナガ）は、2017年10月7日の14:00 - 15:24（JST）に、中部日本放送（CBC）が制作し、TBS系列で放送された単発のテレビドラマ。平成29年度文化庁芸術祭参加作品。織田信長が岐阜と命名してから450年のメモリアルイヤーであることから企画され、撮影も岐阜市街を中心に、岐阜城や長良川鵜飼などで行われた。

## あらすじ
気弱なサラリーマンに、ひょんなことから織田信長の魂が乗り移る。家庭の父親としても会社員としてもダメダメな男は、本人の無意識下で行動や言動が「織田信長」と化してしまい、圧倒的な信長パワーで家庭や会社を振り回していく。そして信長の魂が抜け、変わっていた周囲の世界を見た時、ダメダメな男の中で、何かが変わっていく。

## キャスト
小田一夫
演 - 田辺誠一
中堅建設会社「美濃建材」の営業部所属の平社員。接待で長良川のウ飼いを見物中に誤って川に転落した際、川底で天下布武の朱印がポケットに紛れ込んでしまったことが元で織田信長に憑依されてしまう。
織田信長
演 - 竹中直人
本能寺の変で明智光秀に暗殺されたが、魂は彼が天下統一を目指し自らの印として用いていた天下布武の朱印に宿っていた。
小田美紀
演 - 森口瑤子
一夫の妻。軽度の認知症を患っている義母・花江の介護を一人でやっていることに疲れている。元キャリアウーマン。現在は専業主婦。
小田七海
演 - 染野有来
小田家の長女。地元の高校に通う。
小田花江
演 - 草村礼子
一夫の母。軽度の認知症で最近もの忘れがひどくなってきている。足腰も徐々に弱くなってきており、一夫の妻、美紀に介護されている。
小林奈津子
演 - 宮澤美保
美紀のキャリアウーマン時代の後輩。
美濃建材営業部
佐藤太郎
演 - 加藤諒
田中景子
演 - ぼくもとさきこ
佐々木達也
演 - 小松利昌
谷口健
演 - 伊沢勉
地元建築関連企業
篠塚真一
演 - 高原靖典
福井康隆
演 - 棚橋真典
土井俊郎
演 - 深山義夫
高杉一平
演 - 緋田康人
大島建設
青木成人
演 - 赤木悠真
笹川隆
演 - 多田木亮佑
朝倉産業
三浦剛
演 - 温水洋一

## スタッフ
- 脚本 - 土橋章宏[2]
- 演出・プロデュース - 堀場正仁[2]
- 音楽 - 辻陽（インスパイア・ホールディングス）
- 撮影協力 - かかみがはらフィルムコミッション、岐阜観光コンベンション協会、岐阜市商工観光部観光コンベンション課、岐阜県清流の国づくり政策課、岐阜市信長公450プロジェクト実行委員会　ほか
- 監修 - 全建総連岐阜建設労働組合
- 技術協力 - WING-T、CBCクリエイション
- 美術協力 - アックス
- 音響効果・MA - 東海サウンド
- ドローン撮影 - RC東海空撮
- プロデュース - 中川陽介、青山貴洋（ドリマックス）
- 制作・著作 - CBCテレビ

## 受賞歴
- 2018年日本民間放送連盟賞 テレビドラマ種目 優秀賞[3]